# 무라나카 토모
무라나카 토모(일본어: 村中 知 むらなか とも[*], 1989년 12월 15일 ~ )는 일본의 여자 성우이다. 도쿄 배우 생활협동조합 소속. 이바라키현 출신.

## 작품

### 극장판 애니메이션
2018년
- 기동전사 건담 NT - 미셸 루오